# Lokomotiv Stara Zagora (féminines)
Maillots
Le ŽFK Lokomotiv Stara Zagora est un club féminin de football basé à Stara Zagora en Bulgarie.

## Histoire
Dans les années 1990, le Lokomotiv Stara Zagora est un des meilleurs clubs du football féminin bulgare. Il participe en 1990 à des tournois amicaux à Moscou et en Belgique. Le Lokomotiv Stara Zagora remporte son premier titre en 1993.
Le Loko termine à la troisième place du championnat en 2020-2021. Lors de la saison 2021-2022, le Lokomotiv décroche le titre de champion de Bulgarie, mettant fin à une série de 17 titres consécutifs pour le NSA Sofia. Il se qualifie ainsi pour la Ligue des champions 2022-2023. En coupe de Bulgarie, le NSA prend sa revanche en battant le Lokomotiv 2-0 en finale.

## Palmarès
- Championnat de Bulgarie (3) :
  - Champion : 1992-1993, 2021-2022[6], 2022-2023
- Coupe de Bulgarie :
  - Finaliste : 2021-2022